# Лаванти (кантон)
Лаванти (фр. Laventie) — упраздненный кантон во Франции, регион Нор-Па-де-Кале, департамент Па-де-Кале. Входил в состав округа Бетюн.
В состав кантона входили коммуны (население по данным Национального института статистики за 2008 год):
- Лаванти (4 790 чел.)
- Лестрем (4 147 чел.)
- Лоржи (1 603 чел.)
- Нев-Шапель (1 391 чел.)
- Сайи-сюр-ла-Лис (4 066 чел.)
- Флёрбе (2 684 чел.)

## Экономика
Структура занятости населения:
- сельское хозяйство — 3,1 %
- промышленность — 48,8 %
- строительство — 6,9 %
- торговля, транспорт и сфера услуг — 26,4 %
- государственные и муниципальные службы — 14,8 %

## Политика
На президентских выборах 2012 г. жители кантона отдали Николя Саркози в 1-м туре 32,7 % голосов против 22,0 % у Франсуа Олланда и 21,5 % у Марин Ле Пен, во 2-м туре в кантоне победил Саркози, получивший 59,7 % голосов (2007 г. 1 тур: Саркози — 34,1 %, Сеголен Руаяль — 18,9 %; 2 тур: Саркози — 60,4 %). На выборах в Национальное собрание в 2012 г. по 9-му избирательному округу департамента Па-де-Кале они поддержали действовавшего депутата, члена партии Союз за народное движение Андре Флажоле, набравшего 37,2 % голосов в 1-м туре и 56,1 % — во 2-м туре. (2007 г. 11-й округ. Мириам Вонтергем (СНД): 1 тур — 39,9 %, 2 тур — 56,0 %). На региональных выборах 2010 года в 1-м туре победил список социалистов, собравший 26,6 % голосов против 25,3 % у списка «правых» и 17,3 % у Национального фронта. Во 2-м туре единый «левый список» с участием социалистов, коммунистов и «зелёных» во главе с Президентом регионального совета Нор-Па-де-Кале Даниэлем Першероном получил 44,1 % голосов, «правый» список во главе с сенатором Валери Летар занял второе место с 34,3 %, а Национальный фронт Марин Ле Пен с 21,6 % финишировал третьим.
|  | Кандидат           | Партия                    | % голосов |
|  | ------------------ | ------------------------- | --------- |
|  | Роже Дуэ           | Союз за народное движение | 46,44     |
|  | Жан-Филипп Боонаэр | Правые партии             | 32,56     |
|  | Моник Дамбрюн      | Социалистическая партия   | 21,00     |